# Sciadonus
Sciadonus is een geslacht van straalvinnige vissen uit de familie van naaldvissen (Aphyonidae).

## Soorten
- Sciadonus cryptophthalmus (Zugmayer, 1911)
- Sciadonus galatheae (Nielsen, 1969)
- Sciadonus jonassoni (Nybelin, 1957)
- Sciadonus pedicellaris Garman, 1899